# Comuna Volodîmîrți, Jîdaciv
Volodîmîrți (în ucraineană Володимирці) este o comună în raionul Jîdaciv, regiunea Liov, Ucraina, formată din satele Marînka, Podorojnie, Volodîmîrți (reședința) și Zahrabivka.

## Demografie
Componența lingvistică a comunei Volodîmîrți
     Ucraineană (99,75%)
     Alte limbi (0,25%)
Conform recensământului din 2001, majoritatea populației comunei Volodîmîrți era vorbitoare de ucraineană (99,75%), existând în minoritate și vorbitori de alte limbi.